# Stabkirche Øye

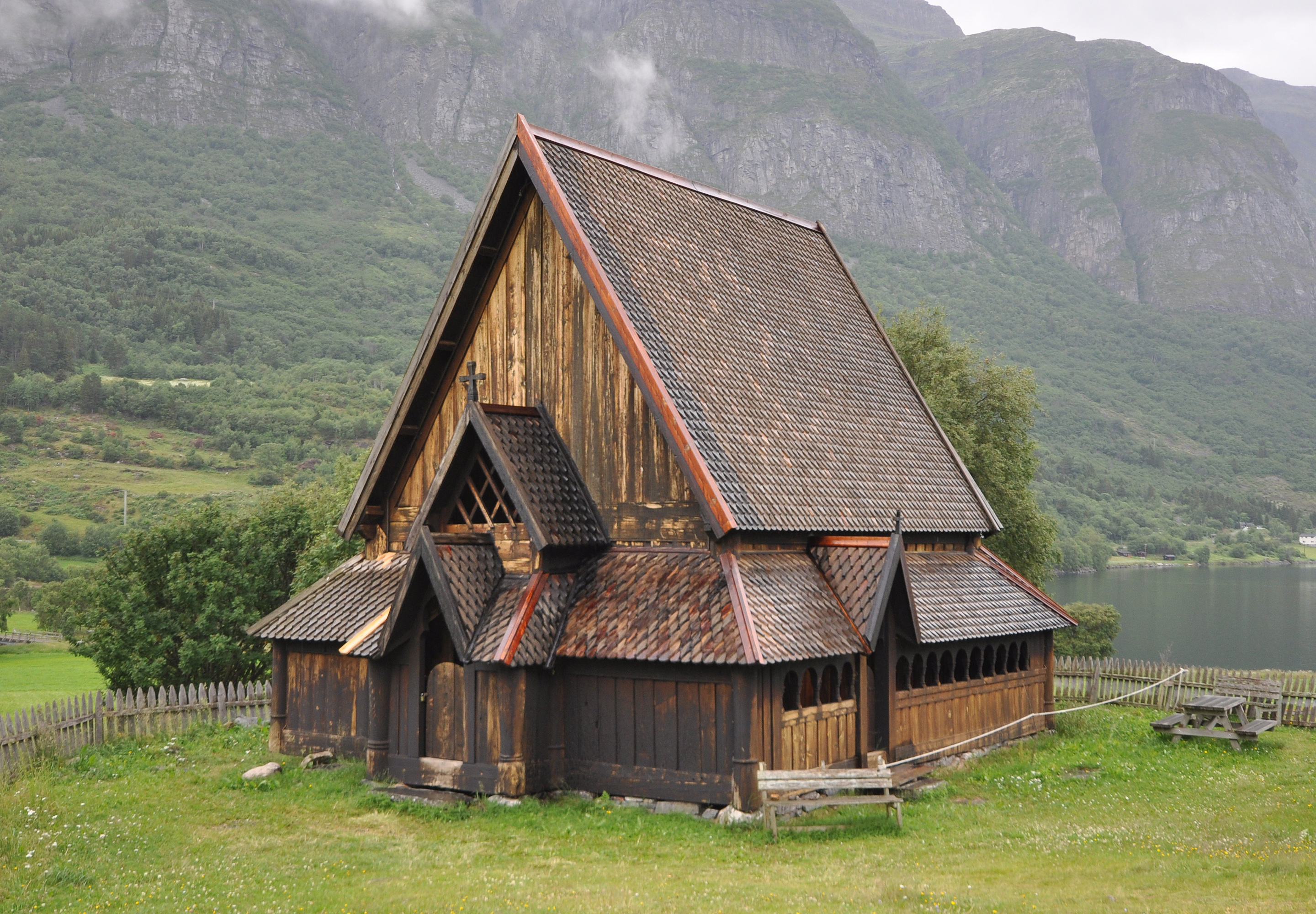
Stabkirche Øye im Sommer

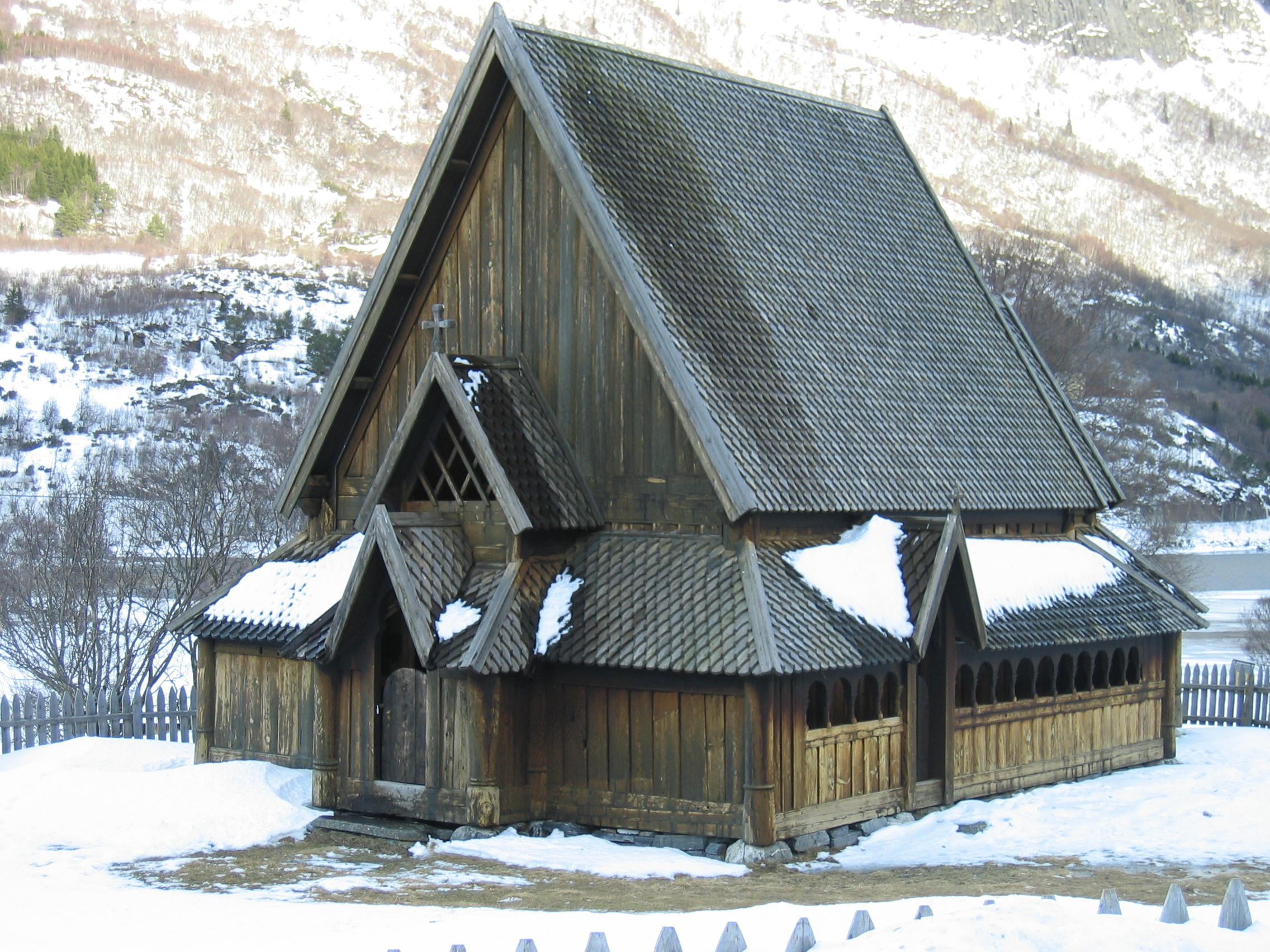
Stabkirche Øye im Winter

Die Stabkirche Øye (norwegisch: Øye stavkirke) ist eine in den 1950er-Jahren rekonstruierte norwegische Stabkirche, in der Kommune Vang, etwa 60 Kilometer nordwestlich vom Pass in Fagernes, der Ost- und Westnorwegen verbindet.

## Geschichte
Die Kirche wurde 1327 erstmals urkundlich erwähnt anlässlich der Erhebung des Zehnten durch den Apostolischen Nuntius. Ein geschnitztes Portal dieser Kirche wurde auf die zweite Hälfte des 12. Jahrhunderts datiert. Da die Kirche am Ufer des Vangsmjøse-Sees erbaut wurde und viele Überschwemmungen überstehen musste, erlitt sie Fäulnis und man riss sie 1747 ab. Einen Großteil der Bauelemente, insgesamt 156 Teile, verstaute man unter dem Fußboden einer neuen Kirche. Diese Reste entdeckte 1935 zufällig ein Handwerker. Daraufhin rekonstruierte man die Stabkirche in den Jahren 1955 bis 1957, zusätzlich wurde nicht verwendetes Material von der Restaurierung der Stabkirche Heddal im Jahr 1850 eingesetzt. 1965 wurde die Kirche schließlich eingeweiht.